# Esteban Orfano
Esteban Orfano (13 de enero de 1992; San Justo, La Matanza) es un futbolista argentino que se desempeña como mediocampista. Actualmente milita en Ciudad Nueva Santa Cruz Academia FC de la Asociación Cruceña de Fútbol.

## Trayectoria
En sus inicios en las inferiores de Boca Juniors, se desempeñaba como marcador lateral derecho teniendo grandes similitudes por su estilo con el Hugo Ibarra, por la facilidad con la que traslada la pelota en sus incursiones en ataque. Con el tiempo los diferentes entrenadores lo fueron colocando unos metros más adelante para aprovechar sus características ofensivas, llegando a utilizarlo como puntero derecho o volante creativo en determinadas circunstancias.
Desde categorías menores fue integrante de diferentes seleccionados juveniles, habiendo participado en Campeonatos Sub-15 y Sub-17 con las juveniles albicelestes. Fue sin dudas una de las mayores promesas de la cantera Xeneize. En 2011 fue cedido al Villarreal CF "B" que no hizo uso de la opción de compra, por lo que volvió a Boca Juniors, donde Julio César Falcioni dio el visto bueno para utilizarlo y tenerlo en cuenta la Temporada 2012/13 de la Primera División de Argentina.
Posteriormente finalizó su contrato en Boca Juniors y jugó en varios equipos del ascenso del Fútbol Argentino.

## Selección nacional

### Goles internacionales
| 1 | Estadio Abubarkar Tafawa Balewa, Nigeria | Nigeria | 1-0 | 1-2 | Copa Mundial de Fútbol Sub-17 de 2009 |

### Participaciones con la selección (2)
| Torneo                                 | Sede    | Resultado        |
| -------------------------------------- | ------- | ---------------- |
| Campeonato Sudamericano Sub-17 de 2009 | Chile   | Subcampeón       |
| Copa Mundial de Fútbol Sub-17 de 2009  | Nigeria | Octavos de final |

## Clubes
| Club                         | País      | Año           |
| ---------------------------- | --------- | ------------- |
| Boca Juniors                 | Argentina | 2011          |
| Villarreal B (cedido)        | España    | 2012          |
| Boca Juniors                 | Argentina | 2012 - 2013   |
| Douglas Haig (cedido)        | Argentina | 2013 - 2014   |
| Patronato de Paraná (cedido) | Argentina | 2014 - 2015   |
| Atlético Rafaela (cedido)    | Argentina | 2016          |
| Instituto                    | Argentina | 2016 - 2017   |
| Aldosivi                     | Argentina | 2017 - 2018   |
| Nueva Chicago                | Argentina | 2018-2019     |
| Wilstermann                  | Bolivia   | 2019-2020     |
| Royal Pari                   | Bolivia   | 2021-presente |

## Palmarés

### Campeonatos nacionales
| Título             | Equipo      | País      | Año     |
| ------------------ | ----------- | --------- | ------- |
| Primera B Nacional | Aldosivi    | Argentina | 2017-18 |
| Torneo Clausura    | Wilstermann | Bolivia   | 2019    |